# Homalopoma grippi
Homalopoma grippi är en snäckart som först beskrevs av Dall 1911.  Homalopoma grippi ingår i släktet Homalopoma och familjen turbinsnäckor. Inga underarter finns listade i Catalogue of Life.